# Иггдрасиль

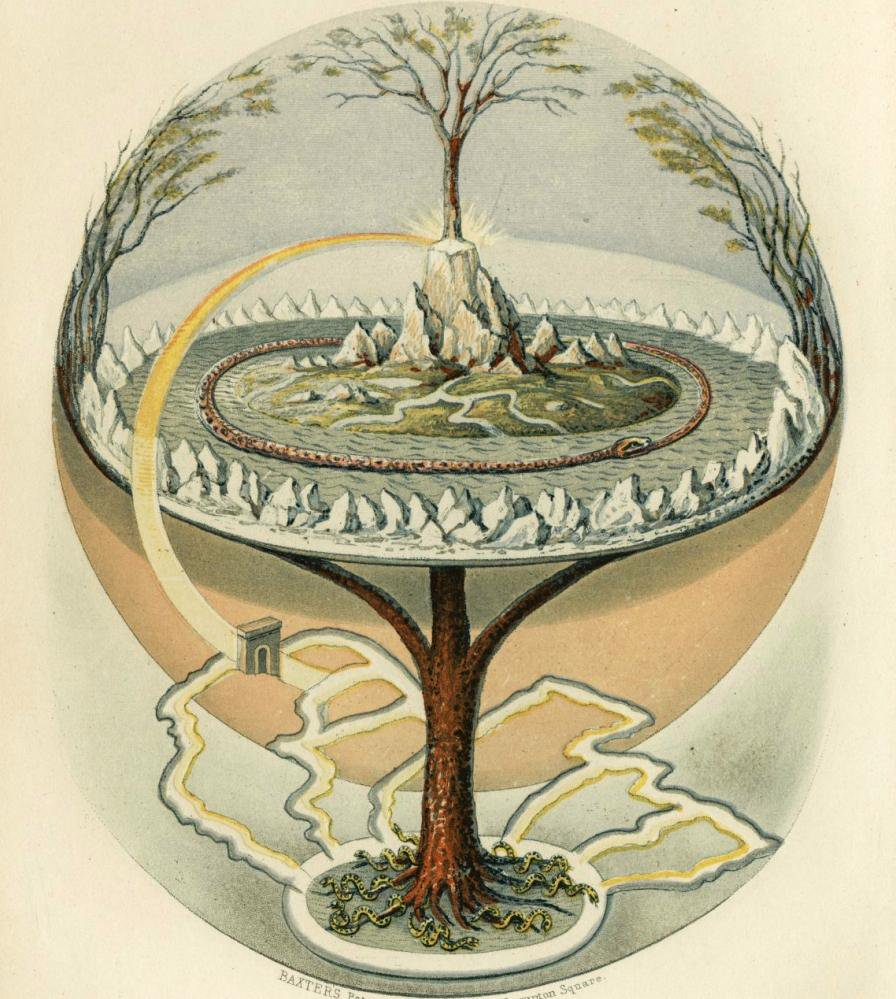
Иггдрасиль

Иггдрасиль (др.-исл. Yggdrasill [ˈyɡ:drɑsel:], ранее также Игдразил) — мировое дерево в скандинавской мифологии и космологии, ясень, находящийся в центре вселенной и являющийся основой всех девяти миров.
Ясень Иггдрасиль упоминается в Старшей и Младшей Эддах, составленных на основе более ранних народных и словесных источников. Иггдрасиль описывается как огромный ясень, расположенный в центре вселенной и поддерживающий своими корнями (или ветвями) все девять миров скандинавской мифологии. Дерево стоит на трёх огромных корнях, которые простираются к разным мирам. Возле корней находится Источник Мимира и Источник Урд, где живут норны.
На ясене Иггдрасиль проживает множество мифических существ. На его ветвях сидит орёл Хрёсвельг, между глаз которого находится маленький сокол; листву его едят олень Эйктюрнир, коза Хейдрун и ещё четыре мифических оленя; по стволу бегает белка Рататоск; а корни ясеня грызёт змей Нидхёгг.
Сюжет о ясене Иггдрасиль, по оценкам исследователей, представляет собой классическое мировое дерево, является примером священных деревьев из разных культур и восходит к прагерманским или, возможно, общеиндоевропейским сводам мифов и легенд.
Саксы отождествляли Иггдрасиль с Ирминсулем, выполнявшим те же функции.

## Этимология

### Происхождение названия
Иггдрасиль (др.-исл. Yggdrasill [ˈyɡ:drɑsel:]) обычно переводится как "конь Одина", отсылая к мифологическому сюжету о добыче богом Одином рунических знаков. Однажды Один повесился на мировом дереве, пронзив самого себя копьём; провисев девять дней и ночей, он с помощью своего копья кровью начертал первые руны на стволе дерева. В данном контексте значение названия дерева происходит от др.-исл. Yggr "Ужасный" (одно из многочисленных имён Одина) и drasill "скакун, конь". Таким образом, название мирового дерева представляет собой типичный для скальдической поэзии кеннинг. Помимо того, существует аналогичный кеннинг для виселицы - "скакун висельника": германцы считали, что эта метафора описывает виселицу как коня, на котором скачет осуждённый на казнь.
Однако исследователи приводят и другие версии этимологии названия мирового дерева. Ф. Деттер предполагает, что данное слово должно восходить не к одному из имён Одина, а к простому термину др.-исл. yggr "ужас"; но в таком случае название Иггдрасиль по-прежнему имеет значение "дерево ужаса, виселица". Другие исследователи отмечают, что из древнеисландских текстов не совсем понятно, каково полное название дерева: Иггдрасиль (др.-исл. Yggdrasill) или ясень Иггдрасиль (др.-исл. askr Yggdrasill), и выводят название дерева из неустановленного варианта *Yggsdrasill, который, однако, не представлен ни в одном из имеющихся источников.
Другая версия, которой придерживается учёный Ф. Р. Шрёдер, предполагает, что название мирового дерева происходит от *igwja "тис" (др.-исл. yggja) и *dher- "опора" (др.-исл. drasill), таким образом имея значение "тисовый столб", как мировое дерево в скандинавской (или даже общегерманской) космологии, являясь основой и опорой всех миров.

### Другие названия
Другим названием ясеня Иггдрасиль является Лерад (др.-исл. Læraðr). Его значение и этимология до конца не ясны. Одно из значений др.-исл. læ - "вред, предательство, измена"; таким образом, возможный перевод второго названия ясеня - "Тот, кто является причиной предательства", что указывало бы на мифический сюжет добычи богом Одином рун посредством повешения. Другие исследователи восстанавливают изначальную форму данного названия, *Hlæraðr, первый корень которого имеет значение "убежище", и наименование мирового дерева должно переводиться как "дающее защиту". Современные исследователи предполагают, что другое название ясеня Иггдрасиль, вероятно, имеет значение "Собиратель" (от др.-исл. læra "собирать; учить, узнавать; учиться"), поскольку собирает вокруг себя все миры, на него нанизана вселенная.
В "Предваряющей песни" приводится термин "Конское святилище" (др.-исл. Viggjar at véum), интерпретация которого достаточно трудна, как и трактовка содержания всей данной песни XVI века. Кораблёв Л. отмечает, что Конское Святилище (священный участок) является обозначением ясеня Иггдрасиль, название которого и переводится как "Конь Игга-Одина", отсылая тем самым к сюжету о добыче рун Одином, когда он повесился на мировом дереве, и к соответствующему скальдическому кеннингу.

## Описание и сведения

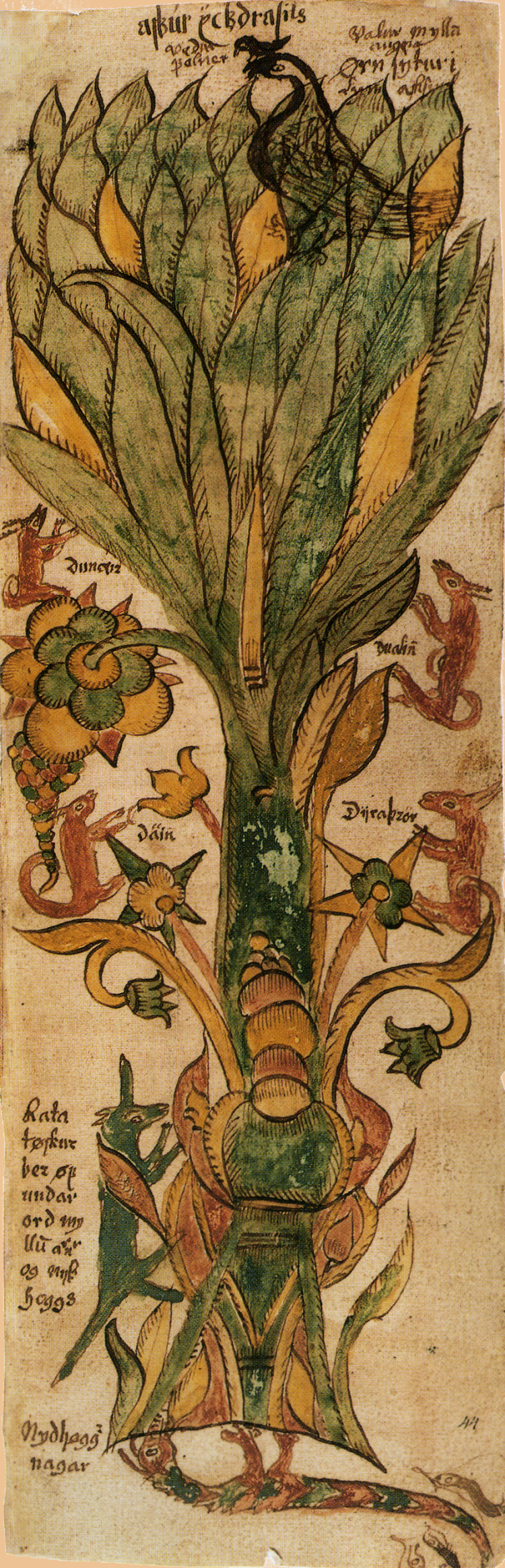
Иггдрасиль в исландском манускрипте XVII века

### Старшая Эдда

#### Прорицание вёльвы
Ясень Иггдрасиль упоминается в "Старшей Эдде". В "Прорицании вёльвы" (строфа 2) провидица, говоря с богом Одином, рассказывает ему о древних временах, вспоминая о девяти мирах и девяти корнях (др.-исл. níu íviðjur):
Великанов я помню,
рожденных до века,
породили меня они
в давние годы;
помню девять миров
и девять корней
и древо предела,

еще не проросшее.
Здесь же провидица упоминает, что помнит те времена, когда ясень Иггдрасиль был ещё семечком, растущим в земле (др.-исл. mjötvið mæran fyr mold neðan "прекрасное дерево внизу под землёй"). Далее (в строфе 20) вёльва рассказывает о трёх женщинах (норнах), вышедших из источника под мировым деревом: их зовут Урд, Верданди и Скульд, и они управляют судьбой людей и плетут её нить: 
Мудрые девы
оттуда возникли,
три из ключа

под древом высоким...
Провидица также сообщает, что слух бога Хеймдалля спрятан под мировым деревом. Стеблин-Каменский М.И. отмечает, что обычно считается, что в данных строках идёт речь о роге, в который Хеймдалль затрубит перед началом Гибели богов. Другие считают, что Хеймдалль заложил свой слух, как Один — свой глаз. В конце песни ясень упоминается в дни Рагнарёка: ствол мирового дерева трепещет и гудит, когда боги и ётуны идут на последнюю битву друг с другом.

#### Речи Высокого
В "Речах Высокого" (строфа 138) Один рассказывает, как однажды повесился на мировом дереве, принеся себя в жертву, чтобы получить тайные знания (т. е. руны), которые он впоследствии передал людям. Этот мифический сюжет представлен следующим образом:
Знаю, висел я
в ветвях на ветру
девять долгих ночей,
пронзенный копьем,
посвященный Одину,
в жертву себе же,
на дереве том,
чьи корни сокрыты

в недрах неведомых.
Один говорит, что в это время он не принимал ни пищи, ни воды, и затем по прошествии девяти дней и ночей он приобрёл знания о рунических знаках. Один передал тайные знания рун всем людям, выступая в данном сюжете как культурный герой; руническая письменность, как известно, была не только разновидностью алфавита, но и набором магических знаков, использовавшихся для создания заклинаний. Исследователи отмечают, что название дерева, на котором повесился Один, не приводится в тексте, но учёные и филологи единогласно заявляют, что это было именно мировое дерево.

#### Речи Гримнира
В "Речах Гримнира" Иггдрасиль упоминается несколько раз. У мирового дерева боги вершат суд, и в это время священные воды кипят, и мост асов (Биврёст, радуга) пламенеет:
Кермт и Эрмт
и Керлауг обе
Тор вброд переходит
в те дни, когда асы
вершат правосудье
у ясеня Иггдрасиль;
в ту пору священные
воды кипят,

пламенеет мост асов.
Затем Один рассказывает, что ясень Иггдрасиль имеет три могучих корня, которые простираются в разные стороны: под одним находится Хельхейм, под другим - мир великанов-ётунов, и под третьим - Мидгард, мир людей (строфа 31 и далее):
Три корня растут
на три стороны
у ясеня Иггдрасиль:
Хель под одним,
под другим исполины

и люди под третьим.
Исследователи предполагают, что изначально в скандинавской мифологии существовало только три мира - мир богов-асов, мир людей и мир ётунов-великанов, и данный мотив восходит к древнейшим представлениям о мироздании, а система девяти миров - более поздняя доработка изначальной версии мифа.
Затем рассказывается о животных, которые избрали местом своего проживания ясень Иггдрасиль: по стволу мирового дерева бегает белка Рататоск, на вершине дерева сидит огромный орёл, под корнями живёт змей чудовищный Нидхёгг. Также на ясене живут четыре оленя - Даин, Двалин, Дунейр и Дуратрор, питаясь его листвой, а под деревом - множество змей, которые грызут корни ясеня: Гоин, Моин, названные детьми Граввитнира; Грабак, Граввёллуд, Офнир и Свафнир. Сам ствол мирового дерева подвержен гнили. Белка Рататоск передаёт ругательные речи орла, сидящего сверху, змею Нидхёггу, живущему у корней дерева. Листвой ясеня также питаются олень Эйктюрнир и коза Хейдрун, живущие в Вальгалле. Здесь Иггдрасиль также называется Лерад (др.-исл. Lærað).
В данной песни Один называет ясень Иггдрасиль лучшим из деревьев.

### Младшая Эдда

#### Описание мирового дерева
В "Младшей Эдде" приводятся более подробные сведения о ясене Иггдрасиль. В "Видении Гюльви" он описывается как место главного святилища богов-асов и место, где они вершат суд. Ясень описывается как огромное мировое дерево, самое высокое из деревьев, сучья которого простёрты над миром; он стоит на трёх корнях, которые расходятся в разные стороны - один корень находится у асов (в Асгарде), другой - у инеистых великанов, третий - в Нифльхейме.
Под первым корнем ясеня, который простирается к небу, находится источник Урд, где находится место судбища богов. Под вторым корнем находится источник Мимира, которым владеет великан Мимир, который пьёт воду из данного источника с помощью рога Гьяллархорн. Чтобы испить воды из этого источника, Один отдал в залог Мимиру свой глаз. Под третьим корнем находится источник Хвергельмир (др.-исл. Hvergelmir "Кипящий Котёл"), и там же живёт змей Нидхёгг.
Под ясенем, у источника Урд, находится прекрасный чертог, в котором живут норны Урд, Верданди и Скульд, которые вершат судьбы людей. Норны, живущие у источника Урд, каждый день поливают ясень водой из источника, смешанной с грязью, чтобы он не засох и не зачах. И так священна эта вода, что всё, что ни попадает в источник, становится белым, словно плёнка, лежащая под скорлупой яйца.
Далее упоминания о ясене Иггдрасиль приводятся в рассказе о Рагнарёке. Перед Гибелью богов Один отправляется к источнику Мимира, чтобы получить совет. Другие сведения о мировом дереве полностью соответствуют изложенному в песнях "Старшей Эдды". Также при описании ясеня Иггдрасиль приводятся соответствующие строфы из "Старшей Эдды".

#### Животные, проживающие на ясене Иггдрасиль
В "Видении Гюльви" рассказывается о животных, которые поселились на ясене Иггдрасиль. На вершине мирового дерева живёт орёл, обладающий великой мудростью. Между его глаз сидит ястреб Ведрфёльнир. Под корнями дерева живёт змей Нидхёгг. По стволу ясеня постоянно бегает белка Грызозуб (или Рататоск), переносящая бранные слова между орлом и змеем (драконом) Нидхёггом. Также среди ветвей ясеня живут олени Даин, Двалин, Дунейр и Дуратрор, которые питаются листвой Иггдрасиля, и в Кипящем Котле вместе с Нидхёггом проживает великое множество змей.
Росой, спадающей с листвы и ветвей Иггдрасиля на землю, питаются пчёлы, и люди называют её медвяной. В источнике Урд живут два лебедя, которые дали начало роду всех лебедей.

### Другие источники

#### Предваряющая песнь, или Вороново Заклинание Одина
В "Предваряющей песни" говорится о некоем Конском святилище (др.-исл. Viggjar at véum), у которого Наума, облачившись в шкуру волка, приняла облик самого зверя, проявляя тем самым оборотнические умения. Кораблёв Л. отмечает, что Конское Святилище (священный участок) является обозначением ясеня Иггдрасиль, название которого и переводится как "Конь Игга-Одина". Другое название мирового дерева отсылает тем самым к сюжету о добыче рун Одином, когда он повесился на мировом дереве, и к соответствующему скальдическому кеннингу, используемому для поэтического обозначения виселицы как скакуна висельника.

## Интерпретации

### Образ мирового древа
Иггдрасиль является одним из наиболее известных и распространённых в современной культуре образов мирового древа. Мировое древо встречается в европейских, азиатских, сибирских мифологических системах, где его описание находит много общего в образце Иггдрасиля как мирового древа скандинавской мифологии. В индоевропейских легендах мировым древом обычно был огромный дуб (у славян, кельтов) или именно ясень (у германцев).
Птица, сидящая на вершине дерева, представляет небесный мир. Наиболее часто в данной роли встречается орёл, выполняющий роль создателя либо погодного божества; имя орла на ясене Иггдрасиль нигде не указано, но примечателен другой орёл, Хрёсвельг, который сидит у края неба и создаёт ветры своими крыльями. Некоторые виды птиц (в том числе орёл, а также ворон, сова, журавль и другие) почитаются как посредники между мирами; их антиподом являются змеи, выполняющие функции посредников в нижних мирах и областях космоса. Змея или другое извивающееся существо является символом подземного мира древней космологии.
Изображение мирового древа нередко ассоциируется с дарованием бессмертия либо родником (неким источником), который расположен поблизости. М. Элиаде предполагает, что типичные изображения мирового древа с птицей на вершине и змеи у его корней являются восточными по происхождению. Об этом говорит и Р. Кнутсен, указывая на возможное происхождение данного мотива в Центральной Азии и последующее его распространение в других культурах. К. Пирсон отмечает, что в традициях и верованиях Северной Евразии и Центральной Азии мировое древо ассоциируется с лошадью и рогами оленя, которые напоминают ветви дерева, что также может соотноситься с мифом о добыче рун богом Одином и четырьмя оленями, связанными с Иггдрасилем, а также, возможно, с оленем Эйктюрниром.

### Шаманские традиции в образе мирового древа
Исследователи отмечают, что мировое дерево Иггдрасиль поддерживает девять миров скандинавской космологии. Филологи и учёные предполагают, что изначально в космологической системе было всего три мира (о чём говорит и сам Один в "Речах Гримнира", упоминая только Мидгард, мир людей, Хельхейм, подземный мир, и Ётунхейм, владения великанов), число которых затем, умноженное само на себя, выросло до девяти. Числа три и девять имели особое значение для древних германцев. Х. Э. Дэвидсон отмечает, что из текстов не совсем ясно, где именно расположены девять миров по отношению к мировому дереву, и какие вообще это миры (они определяются на основе анализа различных источников): они могут находиться один над другим, либо могут быть сгруппированы вокруг дерева; однако утверждается, что некоторые миры (Хельхейм) находятся под корнями дерева, а другие (Асгард) - на небе, где расположен один из корней ясеня Иггдрасиль и куда ведёт мост Биврёст, соединяющий дерево с другими мирами и мир людей и Асгард. В более древних "Речах Гримнира" говорится только о Мидгарде, Ётунхейме и Хельхейме, но ничего не сказано о расположении Асгарда по отношению к Иггдрасилю. Стеблин-Каменский М.И. пишет, что песни "Старшей Эдды" древнее песен "Младшей Эдды" и основаны на более древних народных и словесных источниках, и сюжеты "Старшей Эдды", по оценкам исследователей, более близки к древнейшим верованиям древних скандинавов.
Многие исследователи находят параллели в образе Иггдрасиля и шаманскими традициями Северной Евразии и Сибири. М. Элиаде предполагает, что мировое древо было важным элементом в шаманских обрядах и верованиях. Он отмечает, что гигантская птица является проводником шамана в ветвях мирового древа. Р. Кнутсен также утверждает о присутствии данного мотива в алтайском шаманстве. Изображения мирового дерева, в частности, наносятся на барабаны, используемые в шаманских практиках. Примечательно, что сюжет добычи рун богом Одином, как отмечает Стеблин-Каменский М.И., сопоставляют с шаманскими обрядами. Добровольное ритуальное мученичество является формой камлания, распространённого у шаманов. По-видимому, упоминания о данном сюжете в корпусе древнеисландских источников - фрагменты культовой языческой поэзии. Однако исследователи отмечают, что здесь Один выступает и как культурный герой, принёсший людям тайные знания (т. е. руны).
Х.Э. Дэвидсон утверждает, что концепция мирового древа, поднимающегося через множество миров, встречается в Северной Евразии в шаманских системах верований. Вероятно, это очень древняя концепция, возможно, основанная на Полярной звезде, центре небес, и, вполне вероятно, на неё повлиял образ центрального дерева в Скандинавии. Возможно, Полярная звезда в скандинавских верованиях соотносилась с богом Одином; об этом говорит её упоминание как Повозочной звезды (др.-исл. vagnstjarna), поскольку она располагалась в достаточной близости к созвездию Большой Медведицы, которая, в свою очередь, называлось Колесницей, Большой Повозкой или Повозкой Одина (др.-исл. Óðins vagn). У сибирских шаманов центральное дерево может использоваться как лестница для восхождения на небеса. Также Х. Э. Дэвидсон отмечает, что, согласно некоторым данным, бог неба у германских народов был особенно связан с дубом, поэтому мотив центрального, мирового дерева был естественным символом для них.

### Животные, проживающие на ясене Иггдрасиль

#### Орёл и ястреб Ведрфёльнир
На вершине мирового дерева Иггдрасиль сидит некий орёл, имя и происхождение которого не упоминается в источниках. Известен и другой орёл из скандинавской мифологии - Хрёсвельг (или Хрэсвельг, др.-исл. Hræsvelgr), который сидит на краю неба и создаёт взмахами своих крыльев ветер; он по происхождению ётун. Между его глаз сидит ястреб Ведрфёльнир (др.-исл. Veðrfölnir "Бледный от бури", "Обесцвеченный ветром", "Иссушающий ветер" или "Полинявший от непогоды"). Исследователи указывают, что нигде не говорится о том, почему ястреб сидит именно между глаз орла и какую функцию он выполняет. Дж. Линдоу предполагает, что ястреб, возможно, должен соотноситься с мудростью орла и, вероятно, подобно воронам Одина, он летает, приобретая и принося новые знания.
Орёл, сидящий на вершине Иггдрасиля, упоминается как в Старшей, так и в Младшей Эдде, в то время как о ястребе по имени Ведрфёльнир рассказывается только в Младшей Эдде, записанной С. Стурлусоном на основе более древних источников.

#### Белка Рататоск
По стволу ясеня бегает белка Рататоск (др.-исл. Ratatoskr "Грызозуб", "Сверлящий зуб" или "Бурозубый"). Белка Рататоск переносит бранные слова между орлом, сидящим на вершине мирового дерева, и змеем Нидхёггом, живущим под его корнями в Кипящем Котле (Хвергельмире). Исследователи по-разному интерпретируют образ и мифологические функции белки Рататоск в системе скандинавской мифологии.
Сам ясень описывается как гниющий и поедаемый различными существами и животными (оленями, змеями, Нидхёггом); исходя из этого, Х. Э. Дэвидсон отмечает, что белка, которая бегает по его стволу и грызёт древесину дерева, способствует непрерывному циклу разрушения и повторного роста, характерного для явно цикличной скандинавской мифологии, описывающий как создание мира, так и его конец и повторное возникновение. Дж. Линдоу также указывает, что ясень описывается как дерево, подверженное гнили и поедаемое разными существами; он также отмечает, что в древнеисландских сагах человек, который разжигает или поддерживает вражду между другими людьми посредством обмена бранными словами и злословиями, редко обладает высоким положением в обществе; этим можно объяснить, что своеобразная роль посыльного, поддерживающего вражду, в этом сюжете была отдана столь малому и незначительному животному. Р. Зимек отмечает, что белка вообще представляет собой лишь приукрашенную деталь мифологической картины "Речей Гримнира".
Другие исследователи предполагают, что роль белки Рататоск, вероятно, происходит из привычки диких белок подавать сигналы об опасности, когда таковая ими замечена, что намекает на то, что белка описывает многие явления леса с негативной стороны.

#### Четыре оленя
Среди ветвей ясеня живут олени Даин, Двалин, Дунейр и Дуратрор, которые питаются листвой Иггдрасиля. Многие исследователи соотносят их либо с четырьмя стихиями, либо с четырьмя временами года, либо с фазами луны. Их имена переводятся следующим образом: Даин (др.-исл. Dáinn "Мёртвый"), Двалин (др.-исл. Dvalinn "Медлящий"), имена остальных оленей туманны или вообще неясны. Стеблин-Каменский М.И. отмечает, что Даин (др.-исл. Dáinn "Мёртвый") и Двалин (др.-исл. Dvalinn "Медлящий") - также имена гномов-карликов. Существует и другое похожее имя гнома - Дурин (др.-исл. Durinn), которое обычно переводят либо как "сонный, спящий; несущий сон", либо как "твёрдый".
Имя Дунейр (др.-исл. Duneyrr) некоторые исследователи переводят как "Гудящий Берег", а имя Дуратрор или Дюратрор (др.-исл. Duraþrór), принадлежащее другому оленю, как "Дремлющий Олень", связывая первый корень его составного имени с древним корнем *dur- "спать, быть сонным, нести сон". Михалёва Т. утверждает, что олени, вероятно, символизировали времена года и их смену. Тогда олень Даин может означать осень, Двалин - зиму, Дунейр может относиться либо к весне (шумное вскрытие рек), либо к лету (гро́зы). Имена четырёх оленей также приводятся в "Списках имён" Младшей Эдды как поэтические синонимы и хейти для обозначения оленя. Примечательно, что Трор (др.-исл. Þrór) является ещё и именем одного из карликов, и поэтическим синонимом к слову "меч".
Ф. Магнуссон предполагает, что четыре оленя олицетворяют ветры, и переводил их имена следующим образом: Даин (др.-исл. Dáinn) как "Мертвый", Двалин (др.-исл. Dvalinn) как "Пребывающий без сознания", Дунейр (др.-исл. Duneyrr) как "Шумящий в ушах" и Дуратрор (др.-исл. Duraþrór) как "Процветающая дремота" (возможно, имеется ввиду храп). В данной интерпретации олени представляются как ветры, разрывающие облака; отмечается, что гномы также имеют способность управлять ветрами (в частности, Нордри, Судри, Аустри и Вестри), и имена первых двух оленей также являются именами гномов.

Многие исследователи считают, что строфы "Речей Гримнир", в которых рассказывается о четырёх оленях, возможно, более позднего происхождения, чем предыдущие и последующие строфы песни. Ф. Йонссон предполагает, что изначально, возможно, был только один олень, который позже превратился в четырёх, вероятно, по одному с каждой стороны. Это предположение согласуется со строфой 35, в которой упоминается только один олень, который грызёт ветви ясеня Иггдрасиль:
Не ведают люди,
какие невзгоды
у ясеня Иггдрасиль:
корни ест Нидхёгг,
макушку — олень,

ствол гибнет от гнили.
Иногда исследователи соотносят четырёх оленей с оленем Эйктюрниром, который стоит на крыше Вальгаллы и питается листвой ясеня Иггдрасиль. В любом случае, определить связь между Эйктюрниром и этими четырьмя оленями достаточно затруднительно или вообще невозможно.

#### Эйктюрнир и Хейдрун
Листвой ясеня Иггдрасиль также питаются олень Эйктюрнир и коза Хейдрун, стоящие на крыше Вальгаллы. Исследователи отмечают, что в рассказе об этих мифических животных упоминается дерево Лерад, листва которого служит источником их пищи, и данное название, вероятнее всего, относится именно к ясеню Иггдрасиль, при этом нигде не говорится о том, что Лерад является другим названием Иггдрасиля.
Влага с рогов оленя Эйктюрнира стекает вниз, в источник Хвергельмир, и даёт начало всем рекам мира, а коза Хейдрун цедит своим выменем мёд для всех эйнхериев.
Достоверно неизвестно, что именно символизировал образ оленя Эйктюрнира для древних скандинавов. Олень в мифологической картине мира олень нередко изображается пасущимся у ствола мирового древа; возможно, это обусловлено ассоциацией оленьих рогов с ветвями. Олень в общегерманской мифологии и традиции обычно связывался с образом правителя и выступал как символ благородства и величия, а также - в других культурах - в качестве олицетворения красоты, грации, быстроты.
Этимология имён оленя Эйктюрнира и козы Хейдрун остаётся неясной. А. Либерман предполагает, что название самого нижнего неба в скандинавской мифологии, Хейдтюрнир (др.-исл. Heiðþyrnir), было разделено на две основы, из которых образовались имена козы Хейдрун и оленя Эйктюрнира. В любом случае, достоверно определить происхождение и значение имён этих мифологических животных трудно.

#### Змей Нидхёгг и другие змеи
Под корнями мирового дерева живут чёрный дракон Нидхёгг и многочисленные змеи. Имена змей, обитающих под ясенем, приводятся в "Речах Гримнира" и "Младшей Эдде": Гоин (др.-исл. Góinn - возможно, "наземное животное, проживающее на суше", также сравнивают с названием месяца гои, который длится с середины февраля до середины марта; примечательно, что змеи просыпаются, когда солнце начинает согревать землю) и Моин (др.-исл. Móinn - возможно, то же; смысл имени не ясен, но оно встречается в кеннингах, к примеру, др.-исл. Móins mær "Земля Моина", т. е. "золото"), дети Граввитнира (др.-исл. Grafvitnir - возможно, "Канавный волк" или "Земляной (Могильный) волк", вероятно, змей Ёрмунганд), Грабак (др.-исл. Grábakr "Серая спина"), Граввёллунд (др.-исл. Grafvölluðr "Тот, кто роет под равниной", "Тот, кто правит в канаве" или "Земляное (Могильное) поле"), Офнир (др.-исл. Ófnir "Свиватель") и Свафнир (др.-исл. Sváfnir "Усыпитель"). Офнир и Свафнир - также имена Одина.
Нидхёгг описывается как чёрный змей, который обитает у корней Иггдрасиля (либо в Кипящем Котле) и грызёт их. Змей предстаёт в Старшей и Младшей Эдде как ужасное чудовище, глодающее трупы умерших людей, виновных в преступлениях, прелюбодеяниях, убийствах и нарушениях своих клятв, в Хельхейме. Белка Рататоск, бегающая по стволу ясеня Иггдрасиль, переносит бранные слова от Нидхёгга к орлу, сидящему на вершине мирового дерева, и от орла к змею.

### Другие названия дерева
Другим названием ясеня Иггдрасиль является Лерад (др.-исл. Læraðr). Его значение и этимология до конца не ясны. Его листва служит пищей оленя Эйктюрнира и козы Хейдрун, живущих в Вальгалле. Большинством исследователей отождествляется с Иггдрасилем. Само дерево, по крайней мере, расположено поблизости Вальгаллы, поскольку Эйктюрнир и Хейдрун стоят на крыше чертога Одина и едят листья Лерад. Дж. Линдоу пишет, что первой причиной для отождествления Лерад и Иггдрасиля является само местонахождение дерева Лерад, которое растёт в чертоге Одина, расположенного в центре космоса.
В "Предваряющей песни" приводится термин "Конское святилище" (др.-исл. Viggjar at véum), интерпретация которого достаточно трудна, как и трактовка содержания всей данной песни XVI века. Кораблёв Л. отмечает, что Конское Святилище (священный участок) является обозначением ясеня Иггдрасиль, название которого и переводится как "Конь Игга-Одина", отсылая тем самым к сюжету о добыче рун Одином, когда он повесился на мировом дереве, и к соответствующему скальдическому кеннингу.
Исследователи считают возможным, что термины Роща Ходдмимир (др.-исл. Hoddmímis holt) и дерево Мимамейд (др.-исл. Mímameiðr) находятся в непосредственной связи с ясенем Иггдрасиль или даже являются другими его названиями. Об этом говорит Дж. Линдоу, отмечая, что источник Мимира, названный в честь великана Мимира, также располагается рядом с ясенем Иггдрасиль, и если Мимир, именем которого названы роща Ходдмимир и дерево Мимамейд, это и есть тот же Мимир, владелец источника Мудрости, то это является значительным аргументом в пользу данной версии.
К. Ларрингтон отмечает, что нигде не указано, что произойдёт с ясенем Иггдрасиль во время Гибели богов, и предполагает, что Лив и Ливтрасир, двое людей, которые выживут во время Рагнарёка и станут основателями нового рода людей, во время Последней битвы спрячутся именно в Иггдрасиле. Об этом говорит и Р. Зимек, выдвигая предположение о том, что мотив выживания двух людей во время Рагнарёка является случаем двойного антропогенеза, происходящим из циклической природы скандинавской мифологии. Учёный говорит, что рощу Ходдмимир не следует понимать буквально как лес, поскольку она скорее является другим названием мирового дерева Иггдрасиль. Таким образом, сотворение человека из деревьев (Аска из ясеня и Эмблу из ольхи или ивы) повторяется и после Рагнарёка. Р. Зимек отмечает, что представления о происхождении человека от деревьев является очень древним. Возможно, оно имеет даже общеиндоевропейские корни.

### Священные деревья в общегерманской традиции
Образ мирового дерева был распространён в обществе германских народов. Ещё в XIX веке в некоторых районах Германии и Скандинавии почитались деревья-хранители, приносившие удачу. Иногда им приносили подношения: во время праздников на корни большой берёзы, росшей на вершине кургана в западных регионах Норвегии, выливали эль. Дерево было срублено в 1874 году.
Данные ритуалы, как отмечают исследователи, показывают значение мирового дерева в представлениях древних германцев. Дерево Ирминсул, распространённое в мифологических системах саксов, возможно, также символизировал центр мира. Другим вариантом мирового дерева у древних народов был мировой столб, и отмечается, что достаточно трудно сказать, какой образ возник раньше - дерево или столб, и это, вероятно, зависит от того, находилось ли священное дерево в лесистой местности или стояло на открытой равнине.
Адам Бременский описывает огромное дерево, росшее возле храма в Уппсале в Швеции, листья которого не опадали и оставались зелёными в течение лета и зимы. Утверждается, что никто не знал, к какому из известных видов оно принадлежит. Х. Э. Дэвидсон отмечает, что, хотя неясно, действительно ли информатор Адама Бременского видел это дерево, существование священных деревьев в дохристианской германской Европе подтверждается другими источниками. В частности, христианские миссионеры предпринимали успешные попытки уничтожения священных деревьев - к примеру, Дуб Тора.
Исследователи отмечают, что за Ирминсулом, Дубом Тора св. Бонифация и священным деревом в храме Уппсалы стоит мифический прототип, ясень Иггдрасиль, древний образ мирового дерева скандинавов.